# Grand-Castang
Grand-Castang est une ancienne commune française située dans le département de la Dordogne, en région Nouvelle-Aquitaine. Depuis 1973, elle est associée à la commune de Mauzac-et-Grand-Castang.

## Géographie
Dans le sud du département de la Dordogne, en limite orientale du Bergeracois, Grand-Castang forme la partie nord de la commune de Mauzac-et-Grand-Castang. Son territoire est traversé par les routes départementales (RD) 8 et 36. Le petit bourg de Grand-Castang, en bordure de la RD 8, est situé, en distances orthodromiques, sept kilomètres au nord de Lalinde, quatorze kilomètres à l'ouest du Bugue et autant au nord-ouest du Buisson-de-Cadouin.

## Urbanisme

### Villages, hameaux et lieux-dits
Outre le petit bourg de Grand-Castang proprement dit, le territoire se compose d'autres hameaux, ainsi que de lieux-dits :
- les Arènes
- le Boisbarat
- le Bois de Sirey
- la Carolie
- Cayrebru
- Costemillac
- Frageas
- le Grand Bois
- la Grande Borie
- Aux Hommes Morts
- le Lac de Valat
- le Lion d’Or
- la Millasserie
- la Molière
- la Mouthe
- la Petite Borie
- la Prade
- la Sarmade
- Séguinas
- les Thomas
- la Trémoulède.

## Toponymie
La première mention écrite connue du lieu date de l'an 1244 sous la forme locus de Grandi Castanho, représentant un lieu pourvu d'un grand châtaignier.
Le nom en occitan est Grand Castanh, correspondant à un « grand châtaignier ».

## Histoire
Le lieu est connu au moins depuis le XIIIe siècle (voir section « Toponymie » ci-dessus).
Ancienne paroisse du diocèse de Sarlat, la commune de Grand-Castang est créée dans les premières années de la Révolution française.
Le 1er janvier 1973, elle entre en fusion-association avec celle de Mauzac-et-Saint-Meyme-de-Rozens qui prend alors le nom de Mauzac-et-Grand-Castang.

## Politique et administration

### Rattachements administratifs et électoraux
Dès 1790, la commune de Grand-Castang a été rattachée au canton de Limeuil qui dépendait du district de Belvès jusqu'en 1795, date de suppression des districts. Lorsque ce canton est supprimé par la loi du 8 pluviôse an IX (28 janvier 1801) portant sur la « réduction du nombre de justices de paix », la commune est rattachée au canton de Saint-Alvère (renommé ultérieurement en canton de Sainte-Alvère), dépendant de l'arrondissement de Bergerac.
Après sa fusion de 1973 avec Mauzac, Grand-Castang dépend du canton de Lalinde.
Dans le cadre de la réforme de 2014 définie par le décret du 21 février 2014, ce canton s'agrandit aux élections départementales de mars 2015. Grand-Castang reste rattachée au canton de Lalinde, dont le bureau centralisateur reste fixé à Lalinde.

### Liste des maires puis maires délégués

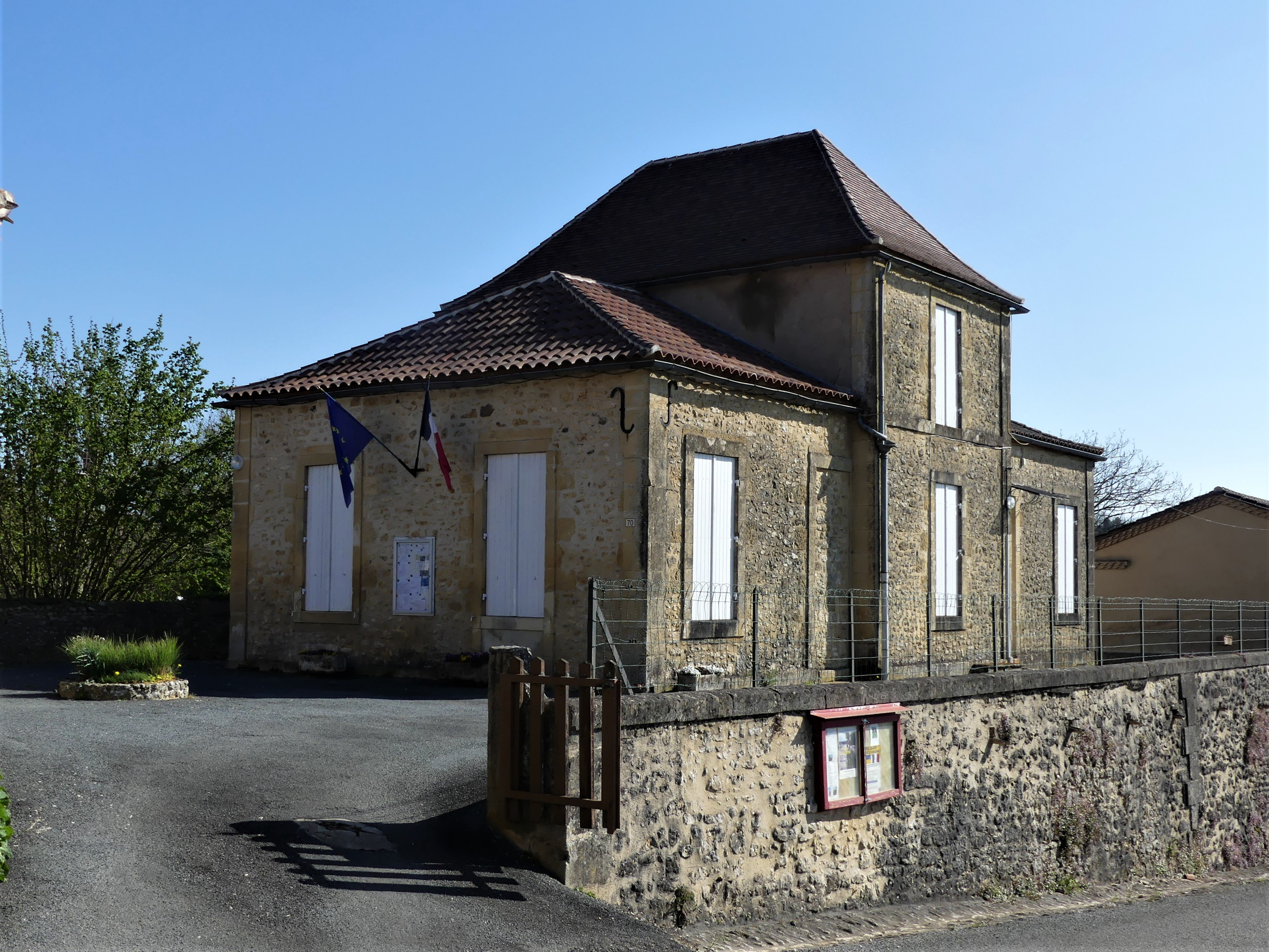
La mairie annexe en 2022.

| Période                                  | Période | Identité | Étiquette | Qualité |
| ---------------------------------------- | ------- | -------- | --------- | ------- |
| Les données manquantes sont à compléter. |         |          |           |         |
|                                          |         |          |           |         |

| Période | Période  | Identité          | Étiquette | Qualité |
| ------- | -------- | ----------------- | --------- | ------- |
|         |          |                   |           |         |
|         |          | Claude Boulanger  |           |         |
|         |          |                   |           |         |
|         | En cours | Michael Lajaunias |           |         |

## Démographie
Au 1er janvier 2022, la commune associée de Grand-Castang compte 92 habitants.
Le tableau et le graphique ci-dessous s'arrêtent à 1968, date du dernier recensement de Grand-Castang en tant que commune indépendante.
| 1793 | 1800 | 1806 | 1821 | 1831 | 1836 | 1841 | 1846 |
| ---- | ---- | ---- | ---- | ---- | ---- | ---- | ---- |
| 203  | 146  | 213  | 203  | 205  | 212  | 216  | 218  |

| 1851 | 1856 | 1861 | 1866 | 1872 | 1876 | 1881 | 1886 |
| ---- | ---- | ---- | ---- | ---- | ---- | ---- | ---- |
| 214  | 215  | 218  | 231  | 206  | 184  | 188  | 193  |

| 1891 | 1896 | 1901 | 1906 | 1911 | 1921 | 1926 | 1931 |
| ---- | ---- | ---- | ---- | ---- | ---- | ---- | ---- |
| 170  | 151  | 131  | 146  | 144  | 140  | 103  | 115  |

| 1936 | 1946 | 1954 | 1962 | 1968 | - | - | - |
| ---- | ---- | ---- | ---- | ---- | - | - | - |
| 94   | 89   | 92   | 109  | 108  | - | - | - |

## Culture et patrimoine
- Église Saint-Pierre Saint-Paul de Grand-Castang[9]. Anciennement, elle était sous le vocable de Saint-Cloud[10],[11],[12].
- Manoir de Grand-Castang, à côté de l'église[13].
- Château Thomas, identifié au XVIIIe siècle comme le Repaire[14].
- Cabane en pierre sèche formant un puits couvert, au centre du bourg de Grand-Castang.

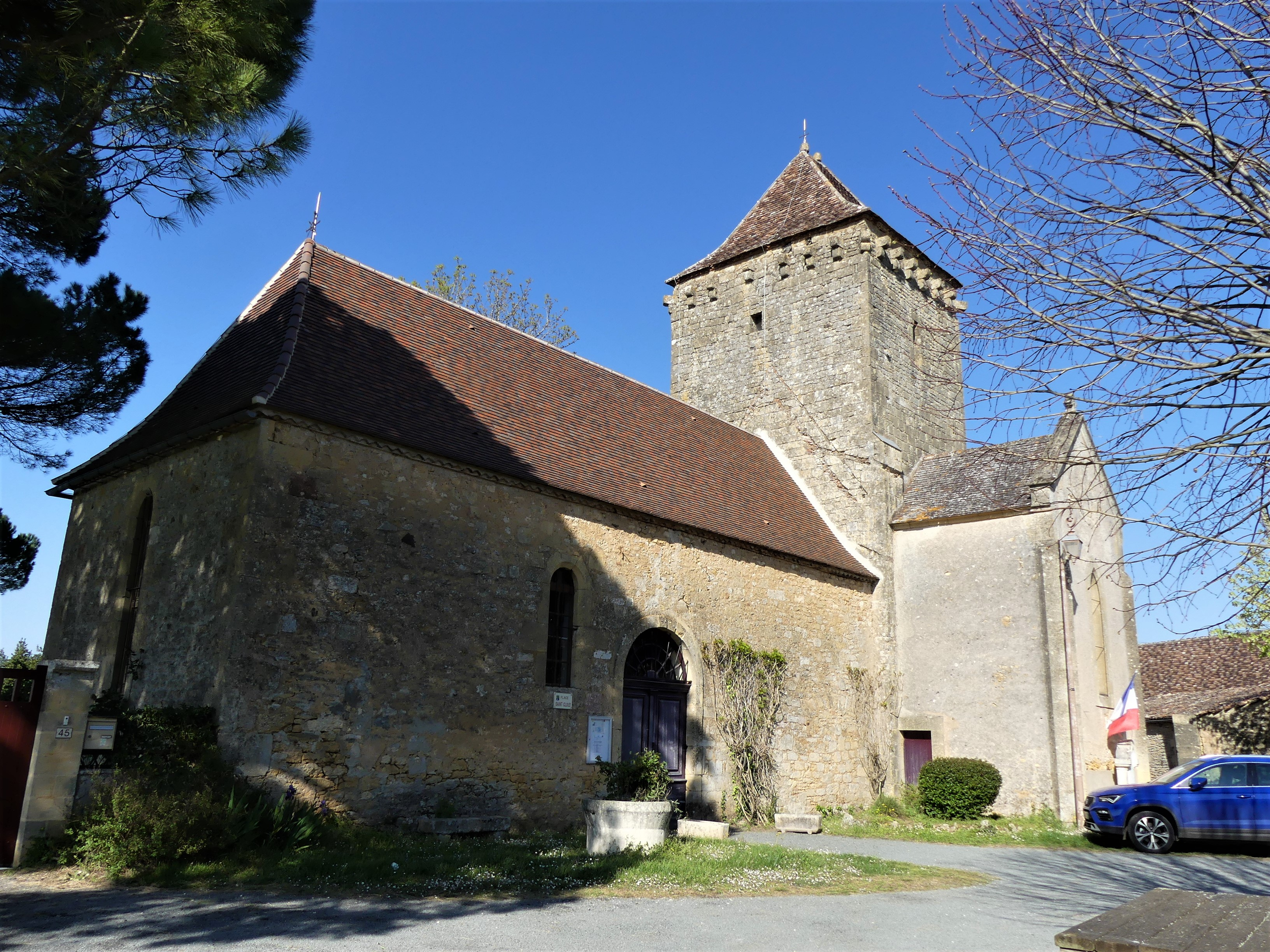
L'église.
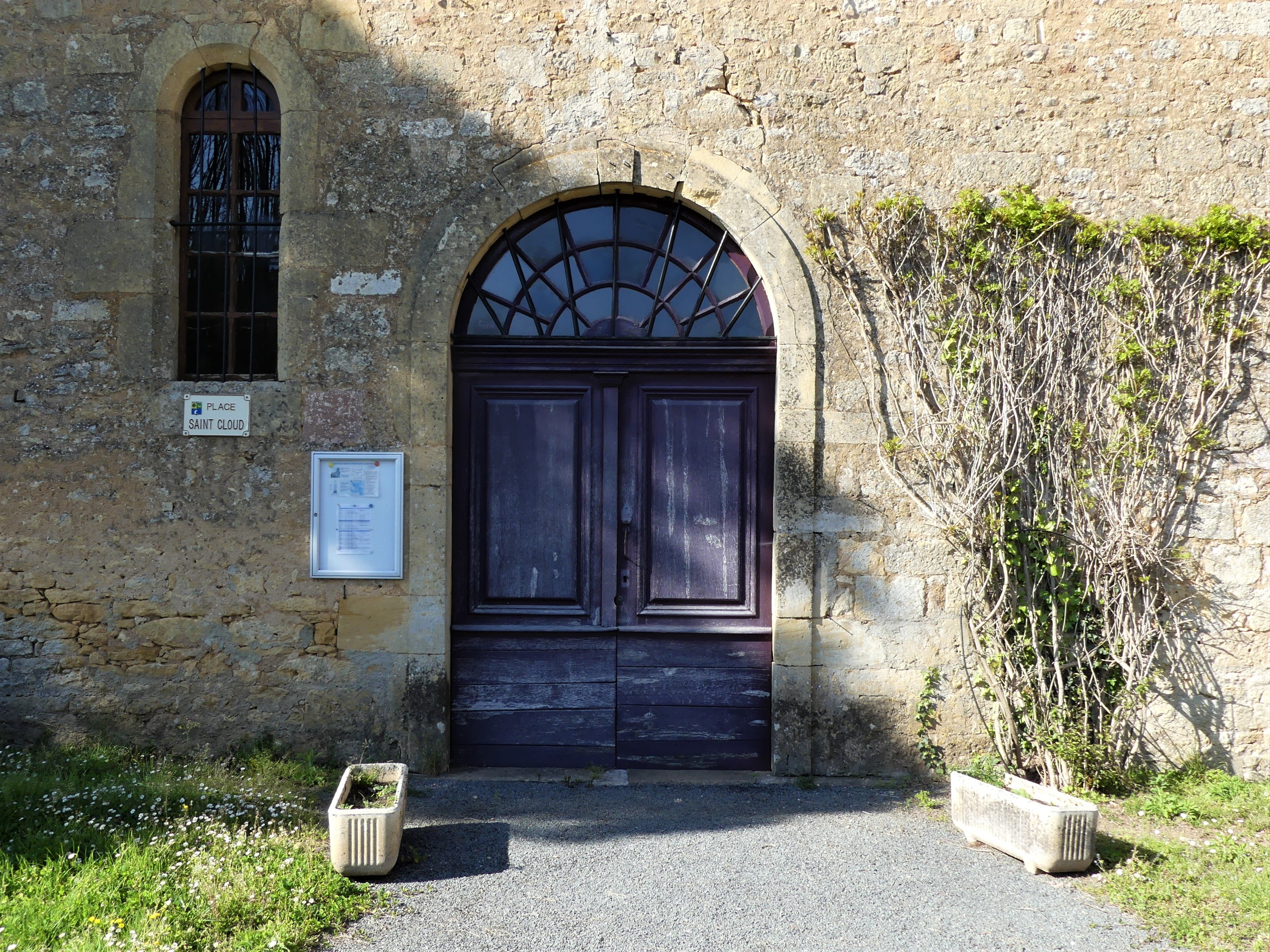
Son portail.
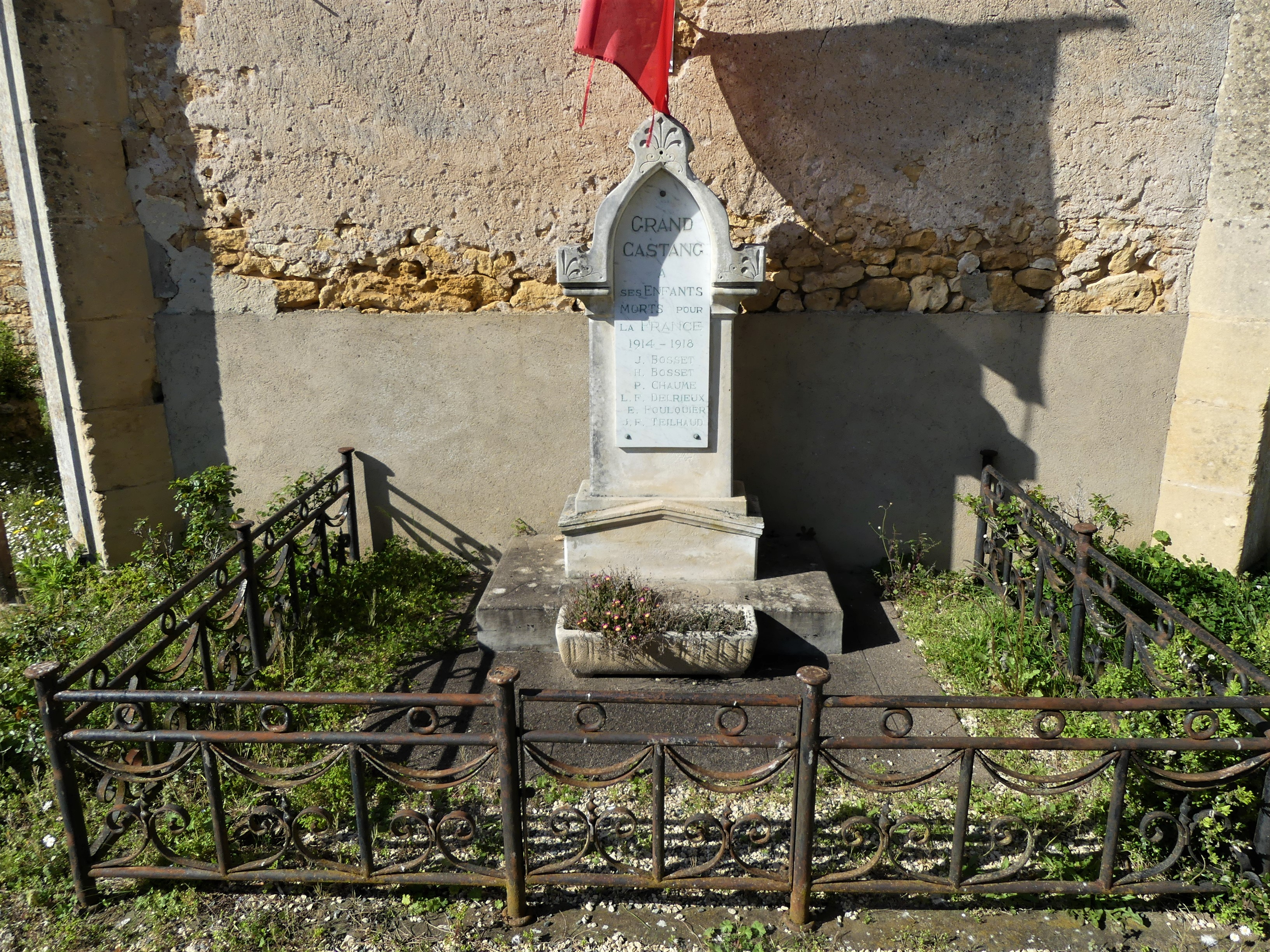
Monument aux morts au pied de l'église.
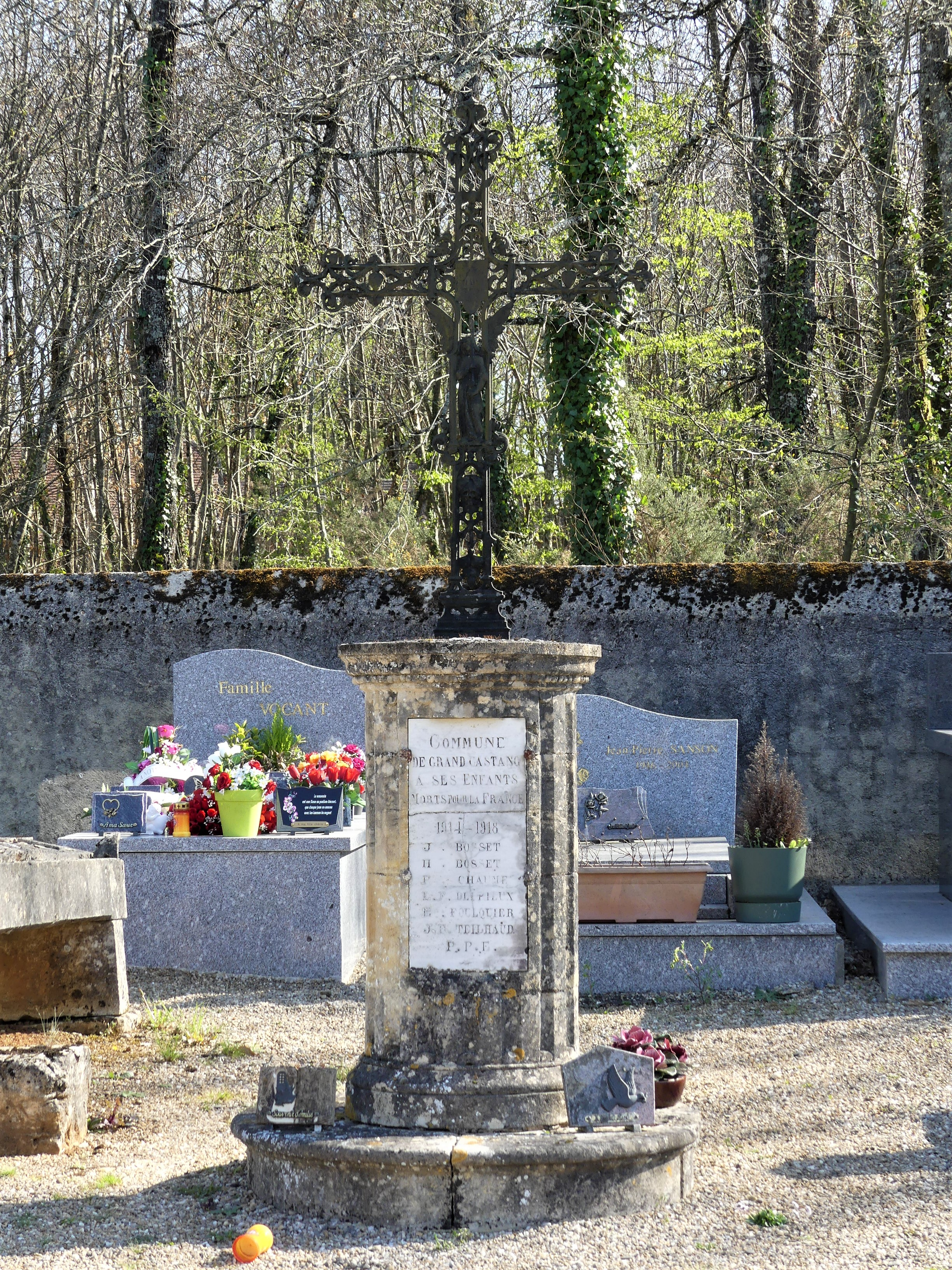
La croix principale du cimetière.
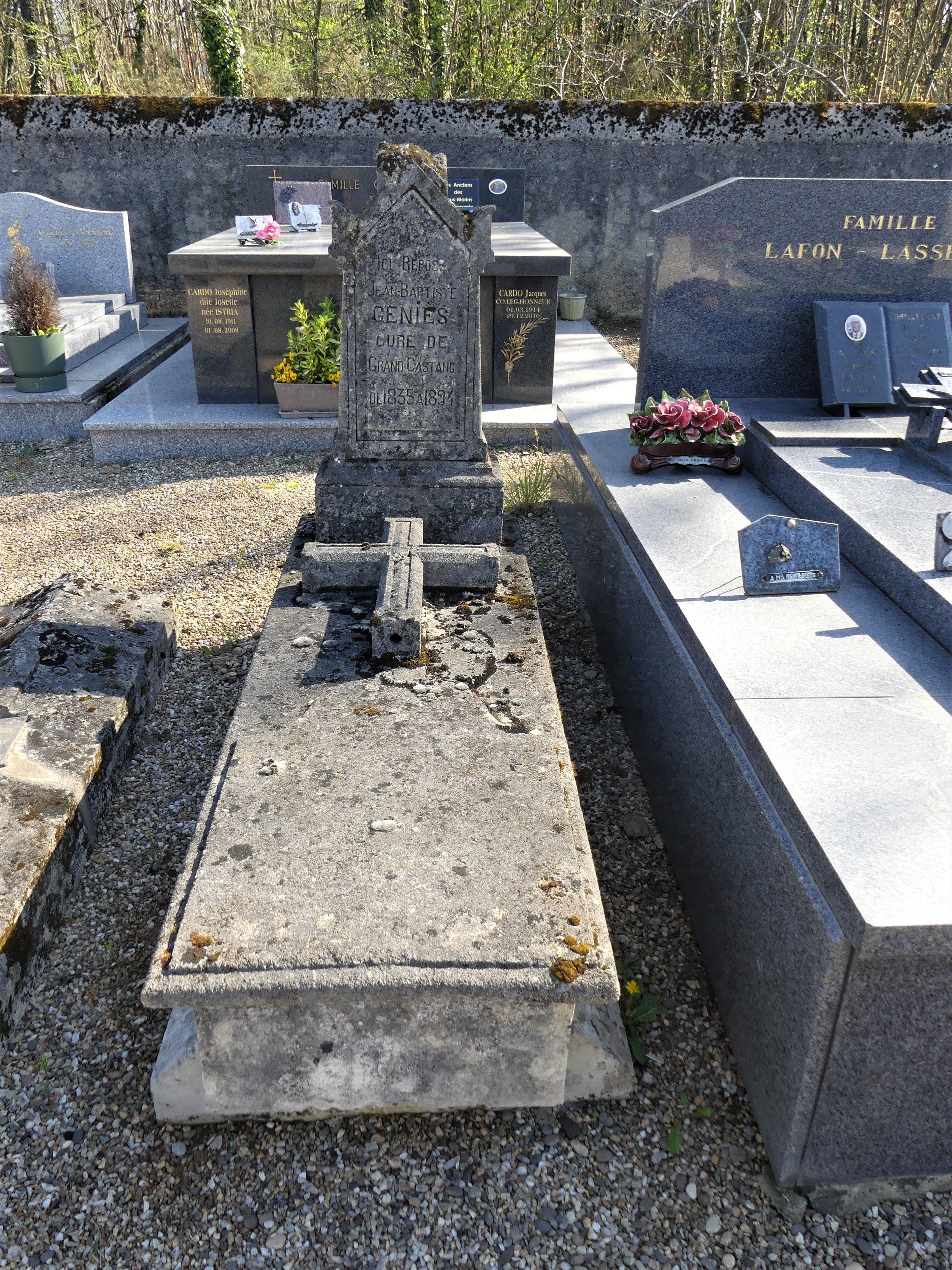
Tombe d'un ancien curé.
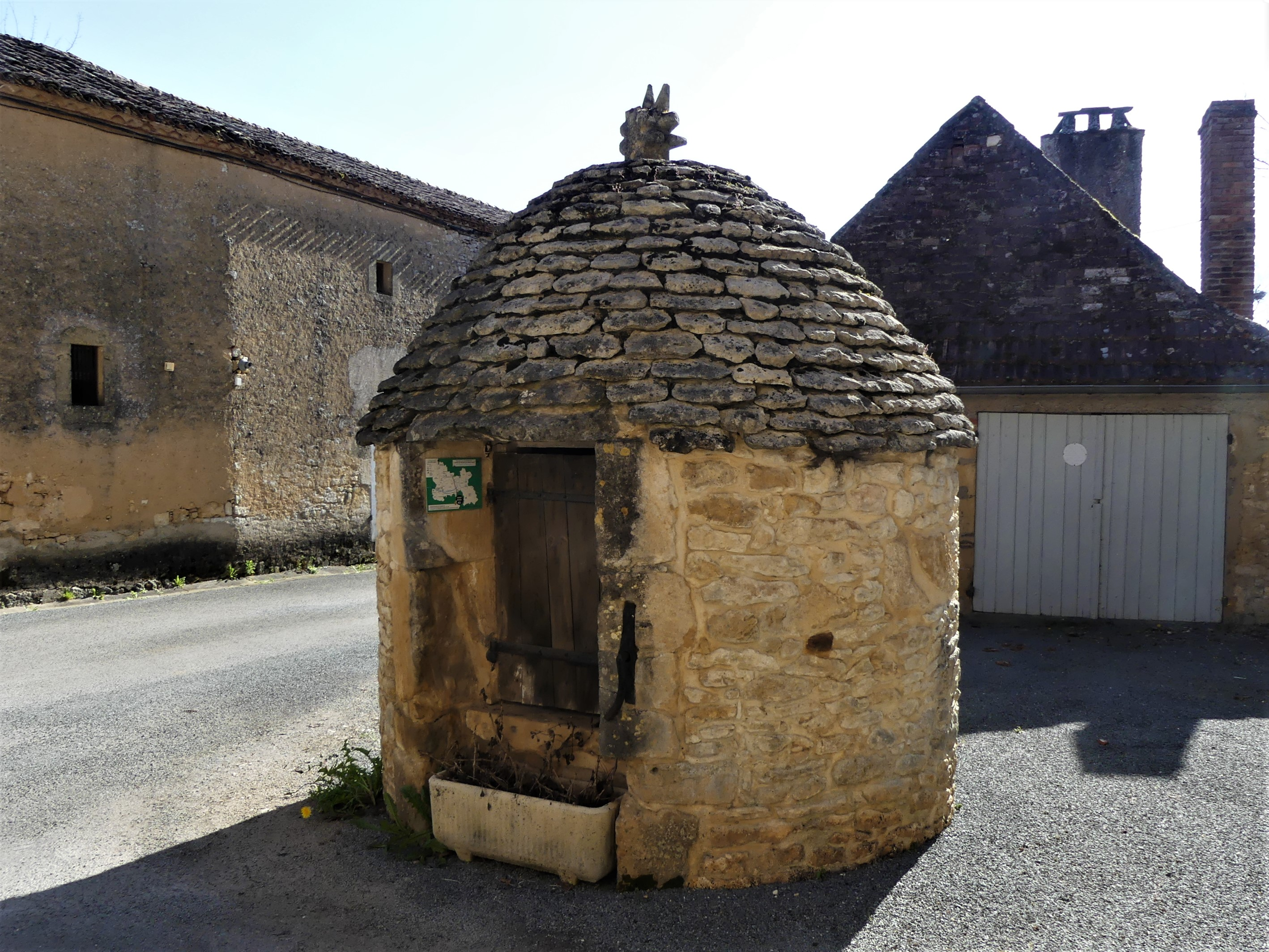
Puits au centre du bourg.